# Dwergspitsmuis
De dwergspitsmuis (Sorex minutus) is een zoogdier uit de familie van de spitsmuizen.

## Kenmerken
Het dier is tussen de 4,5 en 6,4 centimeter groot, 2,5 tot 7,5 gram zwaar, en de staart is 3 tot 4,6 centimeter lang. Dwergspitsmuizen zijn duidelijk kleiner dan bosspitsmuizen. Tevens hebben zij, in tegenstelling tot bosspitsmuizen en veldspitsmuizen, geen duidelijke kleurovergang in de vacht. De oren zijn vrijwel geheel verstopt in de vacht. De haren op de staart zijn langer en staan dichter bij elkaar dan bij bosspitsmuizen. De punten van de tanden zijn rood.

## Voedsel
Anders dan de bosspitsmuis graaft de dwergspitsmuis niet naar zijn voedsel, maar vangt hij zijn prooi tussen het bladafval. Daar vangt hij kevers, spinnen en pissebedden. Hij moet zijn lichaamsgewicht aan voedsel per dag binnenkrijgen. Hij graaft zelf geen tunnels, maar gebruikt de tunnels en paden van andere dieren. De dwergspitsmuis is meer een dagdier dan de bosspitsmuis, maar is zowel overdag als 's nachts actief. Net als andere spitsmuizen wisselt de dwergspitsmuis een actieve periode af met een korte rustpauze. De dwergspitsmuis is ook territoriaal, solitair en agressief tegen soortgenoten en is onder andere een goede klimmer en zwemmer.

## Voortplanting
In de paartijd worden de mannetjes minder territoriumgebonden en gaan de spitsmuizen dwalen. Mannetjes zorgen niet voor de jongen. Na een draagtijd van ongeveer 22 dagen worden in april tot augustus 4 tot 7 jongen geboren. Ze wegen dan ¼ gram. Na 22 dagen worden de jongen gespeend. Dwergspitsmuizen worden 13 tot 16 maanden oud in het wild.

## Verspreiding
Dwergspitsmuizen komen in vrijwel geheel Europa voor. Hij ontbreekt alleen in IJsland, het Iberisch Schiereiland (behalve het noorden) en enkele eilanden in de Middellandse Zee. Met name in begroeide terreinen zijn zij talrijk. Het maakt voor de dieren niet uit of het droog of vochtig is. Ze komen voor op heidegronden, in bosranden, graslanden en zandduinen. Ze zijn minder algemeen in bossen. Het nest van een dwergspitsmuis is een kleine bal, gemaakt van gras.